# 구준엽

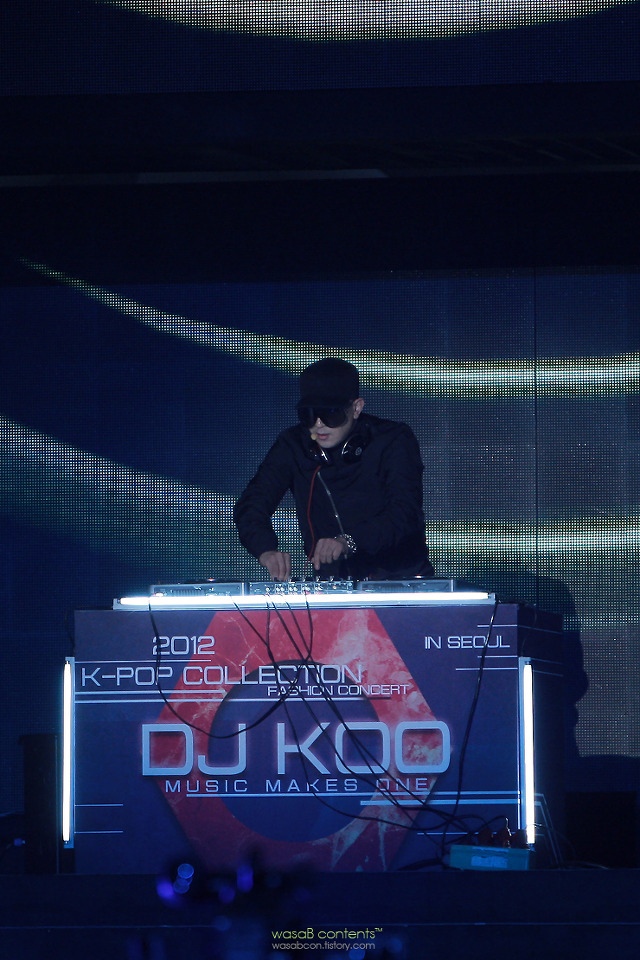
2012년 당시 엠넷 텔레비전 모 특집 방송에서 디제잉 퍼포먼스를 선보이는 구준엽

구준엽(具俊曄, 1969년 9월 11일~)은 대한민국의 가수 겸 댄스 팝 디제잉 음악가이고, 때때로는 작사가와 작곡가로도 활약하였다.
본은 능성으로, 그는 1996년 이후부터 2인조 댄스 팝 음악 그룹 《클론》의 구성원(보컬리스트 겸 래퍼)이기도 하였으며, 클럽에서 디제잉을 할 때 등 DJ KOO라는 예명을 사용하기도 한다.

## 2022년 쉬시위안과 혼인 신고 관련
2021년 옛 연인이었던(2000년 무렵 연애), 대만 영화배우 겸 탤런트 쉬시위안(徐熙媛, 서희원)이 이전의 남편과 이혼했다는 소식을 듣고, 문득 궁금해져서 연락을 시도했는데, 쉬가 20여 년 전의 그 전화번호를 그대로 쓰고 있어서 바로 통화했다. 양측은 옛날과 마찬가지로 한국어, 중국어, 영어를 쓰면서 장거리 연애를 하다가 당시 코로나 19로 대만 포함 각국의 국경통제로 만나기 어렵다는 사실에 바로 쉬시위안에게 청혼. 2022년 3월 8일에 대한민국에서 혼인 신고(구는 초혼, 쉬는 재혼)한 뒤, 구준엽은 곧바로 대만에 정착했고(대만에서 3월 28일 신고), 결혼식은 하지 않았다. 구준엽은 타이베이시의 위도와 경도를 몸에 새기면서 ‘내가 닻을 내릴 곳은 네 곁’이라며, 국적과 시간을 뛰어넘은 사랑을 보여주었다.
그러나 결혼 3주년을 앞두고 새해맞이로 떠난(1월 말) 일본 가족여행에서 아내 쉬시위안이 독감 및 폐렴의 합병증으로 사별했다. 일본에서 화장한 뒤 중화민국에서 발인했다.

## 기본 정보
- 취미 : 웨이트 트레이닝, 그래피티, 낙서, 전자 오락
- 특기 : 그림(디자인), 춤
- 데뷔 : 1990년
- 수상 : 2001년 엠넷 공로상

## 학력
- 서울신중국민학교 졸업
- 서초중학교 졸업
- 경기고등학교 졸업
- 경남대학교 산업디자인학과 학사

## 음악 외 활동

### 출연 방송 드라마/프로그램
- 2002년 SBS 《순수의 시대》
- 2004년 KBS 《4월의 키스》
- 2005년 ~ 2006년 SBS 《일요일이 좋다-X맨[44기]》
- 2009년 SBS 《김정은의 초콜릿》 (강원래와 함께 출연)
- 2010년 tvN 《막돼먹은 상상극》
- 2010년 SBS Plus 《키스 앤 더 시티》
- 2011년 MBC 《코이카의 꿈》
- 2015년 MBC 《킬미힐미》 - 클럽 DJ 역 (특별출연)
- 2018년 JTBC 《아는형님》
- 2020년 tvN 《플레이어 2》 - 4회

### 출연 영화
- 칙칙이의 내일은 챔피언 (1991)
- DMZ, 비무장지대 (2004)

## 음반

### 탁이준이 음반
- 탁이준이 1집 《예감했던 이별》 (1993)

### 클론 음반
- 클론 1집 《Are You Ready?》 (1996)
- 클론 2집 《One More Time》 (1997)
- 클론 3집 《Funkey Together》 (1999)
- 클론 4집 《New World》 (2000)
- 클론 5집 《Victory》 (2005)
- 클론 싱글 《World Cup Song & Clon Non-Stop Mix》 (1997)
- 클론 스페셜 《The Best of 클론 2002》 (2002)
- 클론 EP 《We Are》 (2017)
- 클론 싱글 《2022 월드컵송 'Let’s Go' Clon avata ver》 (2022)

### 솔로 음반
- 1집 《KooJunYup》 (2003)
- 싱글 《I`m DJ KOO》 (2008)
- 싱글 《MAMA `Music Makes One`》 (2011)
- 싱글 《The Meaning Of Life》 (2014)
- 싱글 《나는 나비》 (2015)
- 싱글 《BEST NIGHT OF MY LIFE》 (2015)

## 같이 보기
- 강원래